# Clara Galle

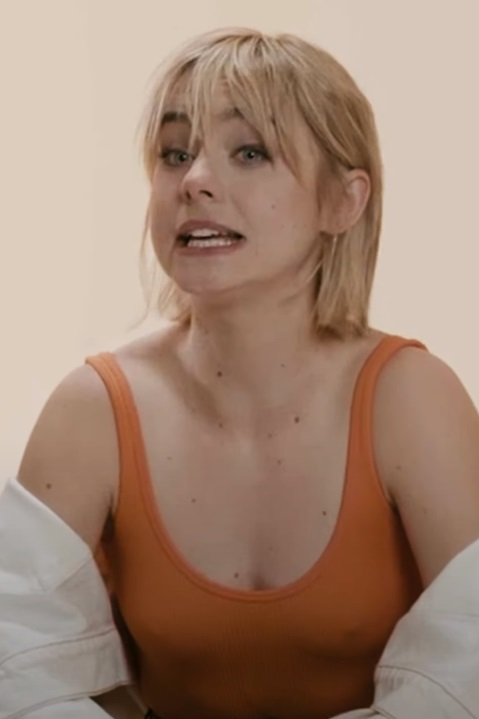
Clara Galle (2023)

Clara Galle (* 15. April 2002 in Pamplona als Clara Huete Sánchez) ist eine spanische Schauspielerin und Model.

## Leben
Galle wurde im April 2002 in Pamplona geboren. Sie studierte Schauspiel am Plaza de la Cruz Institute.
Ihr Schauspieldebüt gab sie 2021 in dem Musikvideo Tacones Rojos von Sebastián Yatra. 2022 übernahm sie in der zweiten Staffel der Mystery-Serie Das Internat: Las Cumbres die Rolle der Eva Merino. Größere Bekanntheit erlangte Galle im selben Jahr mit der Romanverfilmung Through my Window – Ich sehe nur dich, in der sie die Rolle der Raquel Mendoza verkörperte. Die Fortsetzungen Through my Window – Über das Meer und  Through my Window – Ich seh’ dich an wurden 2023, bzw. 2024 veröffentlicht.
2024 spielte sie außerdem eine Hauptrolle in der Netflix-Serie Nicht eine mehr.

## Filmografie (Auswahl)
- 2022: Through my Window – Ich sehe nur dich (A través de mi ventana)
- 2022: Das Internat: Las Cumbres (El internado: Las Cumbres, Fernsehserie, 8 Folgen)
- 2023: Through my Window – Über das Meer (A través del mar)
- 2024: Through my Window – Ich seh’ dich an (A través de tu mirada)
- 2024: Nicht eine mehr (Ni una más, Fernsehserie, 8 Folgen)
- 2024–2025: The Head (Fernsehserie, 6 Folgen)
- seit 2025: Olympo (Fernsehserie, 8 Episoden)